# مارلون برونو ماريانو دي سوزا
مارلون برونو ماريانو دي سوزا (بالبرتغالية: Marlon Bruno Mariano de Souza‏) هو لاعب كرة قدم برازيلي في مركز الدفاع، ولد في 5 مايو 1993 في ريو دي جانيرو في البرازيل. لعب مع نادي إنترناسيونال ونادي فيروفياريا.

## وصلات خارجية
- مارلون برونو ماريانو دي سوزا على موقع قاعدة بيانات كرة القدم.إي يو (الإنجليزية)
- مارلون برونو ماريانو دي سوزا على موقع Soccerway.com (الإنجليزية)